# Juventud Guerrera
Juventud Guerrera, pseudonimo di Eduardo Aníbal González Hernández (Città del Messico, 23 novembre 1974), è un wrestler messicano.
Nel corso della carriera ha lottato nella World Championship Wrestling, nella Total Nonstop Action Wrestling, nella Lucha Libre AAA Worldwide, nella Consejo Mundial de Lucha Libre, nella Extreme Championship Wrestling, nella Pro Wrestling NOAH e nella World Wrestling Entertainment. Il suo ring name è un riconoscimento al padre Fuerza Guerrera.

## Carriera
Guerrera inizia la sua carriera nella Asistencia Asesoría y Administración. Ha una lunga rivalità con Rey Mysterio, contro il quale lotta per l'AAA Welterweight Championship. I due hanno anche vari match di coppia, dove Juventud fa squadra con il padre, Fuerza Guerrera, mentre Mysterio, fa coppia con lo zio e allenatore Rey Misterio. Lotta ancora nelle federazioni messicane, fino a quando non riceve un ingaggio negli Stati Uniti nella Extreme Championship Wrestling insieme a Rey Mysterio, Konnan e La Parka II.

### World Championship Wrestling (1996–2000)
Nella World Championship Wrestling, debutta il 26 agosto a Nitro vincendo contro Billy Kidman. Compete durante il 1996 e il 1997 con una maschera, come quella che indossava in Messico. Lotta principalmente contro Rey Mysterio e Psicosis. All'inizio del 1998, sconfigge Ultimo Dragon, conquistando il WCW Cruiserweight Championship nell'edizione inaugurale di Thunder. Perde il titolo solo dopo una settimana contro Rey Mysterio. A SuperBrawl, sfida Chris Jericho in un Mask vs. Title Match per il Cruiserweight Championship, ma viene sconfitto. Dopo essere stato smascherato, viene deriso da Jericho per la sua somiglianza a "Quasimodo", il personaggio sfigurato del Gobbo di Notre Dame. Tuttavia, Guerrera sconfigge Jericho a Road Wild, conquistando il titolo per la seconda volta. A Fall Brawl, mantiene la cintura contro Silver King, prima di perderla dopo sole ventiquattro ore contro Billy Kidman.
Guerrera diventa poi un ring announcer a Thunder durante il periodo di recupero da un infortunio. Durante questo periodo, imita spesso The Rock, facendosi chiamare "The Juice" e imitando la catchphrase di Rocky. Ripresosi dall'infortunio, si unisce a Konnan, Mysterio e Kidman, formando i Filthy Animals. Durante questo periodo, Guerrera e Mysterio conquistano anche i WCW World Tag Team Championship.
Nell'ottobre 2000, durante un tour della WCW in Australia, Guerrera viene arrestato per essere stato scoperto urlare in un luogo pubblico e per attacco a pubblico ufficiale, data la resistenza opposta all'arresto. Dopo essere stato rimandato a casa dal tour, viene licenziato dalla WCW per cattiva condotta.

### Circuito indipendente e TNA Wrestling (2000–2005)
Dopo il rilascio dalla WCW, viene ingaggiato da federazioni come Xtreme Pro Wrestling, Asistencia Asesoría y Administración, Consejo Mundial de Lucha Libre, World Wrestling All-Stars e Frontier Wrestling Alliance. Fa anche una breve apparizione per la Pro Wrestling NOAH come uno dei 12 partecipanti al torneo per incoronare il primo GHC Junior Heavyweight Champion, ma perde la finale contro Yoshinobu Kanemaru il 24 giugno 2001. Nella CMLL, fa di nuovo squadra con Mysterio, che aveva lasciato la WCW una volta acquistata dalla World Wrestling Federation. Tuttavia, mentre a Mysterio venne offerto un ingaggio, Guerrera si trasferì nella Total Nonstop Action Wrestling, dove si unisce a Mr. Águila, Héctor Garza, Abismo Negro e Heavy Metal, formando un gruppo noto come "Team AAA", per partecipare alla TNA's World X Cup. Guerrera prende anche parte alla Super X Cup 2003, venendo eliminato in finale da Chris Sabin. Quando il rapporto di collaborazione fra AAA e TNA finisce, il Team AAA si scioglie e Guerrera torna a lavorare in Messico.

### World Wrestling Entertainment (2005–2006)
Il suo debutto in WWE è avvenuto il 18 giugno 2005 sconfiggendo Funaki a Velocity, uno degli show della WWE. Formerà poi una Stable con Super Crazy e Psicosis chiamata The Mexicools. La stable incomincerà ad interrompere match di SmackDown! incominciando dal 23 giugno 2005, dove entrano su tagliaerbe nell'arena durante il match per il WWE Cruiserweight Championship tra Chavo Guerrero Jr. e Paul London attaccando i due contendenti. I Mexicools continueranno nella loro opera di disturbo a SmackDown! per le seguenti settimane. Intanto s'impone subito come leader del gruppo Juventud, riassumendo inoltre il suo vecchio soprannome The Juice.
I tre debuttano in un pay-per-view WWE a The Great American Bash il 24 aprile 2005 a Buffalo, in un match contro il rinato bWo. Il trio messicano riesce a trionfare a seguito di uno schienamento su Steven Richards, uno dei tre membri dell'bWo insieme a Blue Meanie e Simon Dean.
Dopo molti match a Velocity, Juventud ottiene un match per il WWE Cruiserweight Championship il 4 ottobre sconfiggendo Brian Kendrick, Paul London, Scotty 2 Hotty e Funaki in una Battle Royal. Affronta il WWE Cruiserweight Champion Nunzio al Pay Per View No Mercy, sconfiggendolo con la sua Juvi Driver e conquistando il titolo. Juventud perde il suo titolo in un house show in Italia, contro l'idolo locale Nunzio. Riconquista il titolo il 25 novembre durante un'edizione di SmackDown!. Dopo aver perso il suo titolo al pay per view Armageddon contro Kid Kash, viene quindi licenziato dalla federazione di Stamford per il suo cattivo comportamento nel backstage.
Ritorna quindi nella AAA dove milita attualmente; lotta inoltre in diverse federazioni indipendenti tra cui la Nu-Wrestling Evolution (NWE), promotion nella quale ha conquistato il titolo di Campione dei Pesi Leggeri (Gravity 0 Champion) durante il tour spagnolo dell'aprile 2008.
A causa del carattere bizzoso è spesso protagonista di risse nei backstage (che ne hanno comportato il licenziamento dalla WWE). In una di queste ha avuto la peggio con il wrestler Jack Evans, durante la quale si è spaccato il naso. Il 20 maggio 2011 sconfigge durante un'edizione speciale della serie web XIW SPRINT il campione italiano della Xtreme Italian Wrestling Thunder Storm conquistando il titolo italiano. Archiviato il 26 marzo 2009 in Internet Archive.

### Asistencia Asesoría y Administración (2006–2008; 2012–presente)
Dopo il rilascio della WWE, ritorna nella AAA il 30 aprile, formando un stable chiamata Mexican Powers insieme a Psicosis II, Extreme Tiger, Joe Lider e Crazy Boy. Guerrera, durante un evento AAA vs. TNA, aiuta i Latin American Xchange ad attaccare A.J. Styles. L'assalto viene mostrato in televisione ad Impact il 5 ottobre 2006.
Nell'agosto 2008, annuncia il suo rilascio dalla AAA per competere nei circuiti indipendenti messicani. A settembre, forma i Sexicools, una parodia dei Mexicools, con Intocable e Toscano. Nonostante le diverse voci di corridoio, Guerrera non è mai andato alla CMLL, compagnia rivale della AAA.
Il 15 marzo 2009, fa il suo ritorno a sorpresa nella AAA, durante il Rey de Reyes, aiutando Charly Manson e D-Generation-Mex a vincere i loro match e unendosi a quest'ultimo. Poco dopo il suo ritorno, Guerrera si rompe il naso a seguito di una rissa nel backstage con Konnan e Jack Evans.
Il 23 febbraio 2012, Guerrera ritorna nella AAA, perdendo contro El Hijo del Perro Aguayo in un Fatal 4-Way, che includeva anche Cibernético e Máscara Año 2000, Jr. Al Rey de Reyes, Guerrera e Joe Lider riformano i Mexican Powers, battendo Extreme Tiger e Fenix, poi Halloween e Nicho el Millonario e ancora Chessman e Teddy Hart in un Fatal 4-Way Tag Team Match. Grazie a questa vittoria, ottengono un match valido per gli AAA World Tag Team Championship, ma perdono contro Abyss e Chessman, i campioni. Il 19 maggio, sconfigge Jack Evans, Psicosis e Teddy Hart in un Fatal 4-Way Hardcore Match conquistando l'AAA World Cruiserweight Championship. Il 2 dicembre, perde il titolo contro Daga in un 6-Man Ladder Match.

### Ritorno nel circuito indipendente (2008–2017)
Dopo l'incidente nel backstage nella AAA, Guerrera lotta per la Nu-Wrestling Evolution, vincendo il Cruiserweight Title in un Triple Treath Match contro Matt Cross e PAC. Lo difende spesso contro Super Nova, prima di perderlo contro Giuseppe Danza in soli 50 secondi il 6 febbraio 2013 a Milano.
Nel 2010, fa un'apparizione a sorpresa per la Dragon Gate, facendo coppia con Dragon Kid in un match perso per sottomissione contro BxB Hulk e Masato Yoshino. Il 20 maggio 2011, sconfigge Thunder Storm nella Xtreme Italian Wrestling e conquista l'XIW Italian Championship.

### All Elite Wrestling (2021)
Il 4 agosto 2021 dopo 20 anni affronta Chris Jericho in All Elite Wrestling venendo sconfitto.

## Personaggio

### Mosse finali
- 450º splash
- Double underhook powerbomb
- Lation/Final Justice (Pumphandle lifted and dropped into a knee strike to the face)
- Juvi Driver (Sitout scoop slam piledriver, a volte dalla terza corda)
- Juvi Lock (Over the shoulder single leg Boston crab)
- Somersault leg drop

### Manager
- Tygress
- Rob Black
- Lady Victoria
- Psicosis

### Soprannomi
- "The Juice"

### Musiche d'ingresso
- Wherever I May Roam dei Metallica (ECW)
- Summer Nights In Spain dei Non-Stop Music (WCW)
- Filthy (WCW) (usata come membro dei Filthy Animals)
- Reason (WCW) (usata come membro dei Filthy Animals)
- Muy Loco di Jim Johnston (WWE; usata come membro dei Mexicools)
- Si Senor dei Control Machete (AAA)

## Titoli e riconoscimenti
- Asistencia Asesoría y Administración
  - AAA Cruiserweight Championship (1)
  - Mexican National Atómicos Championship (1) – con Crazy Boy, Joe Lider e Psicosis II
  - Mexican National Tag Team Championship (3) – con Fuerza Guerrera
- Big Time Wrestling
  - BTW United States Light Heavyweight Championship (1)
- Canadian Wrestling's Elite
  - Canadian Unified Junior Heavyweight Championship (1)
- Fighting Spirit Wrestling
  - FSW Primero Championship (1, attuale)
- International Wrestling All-Stars
  - IWAS Tag Team Championship (1) – con Jerry Estrada
- International Wrestling Association
  - IWA World Junior Heavyweight Championship (1)
- Intense Championship Wrestling
  - ICW World Heavyweight Champion (1)
- Insane Championship Wrestling
  - ICW Heavyweight Championship (1)
- Ironfist Wrestling
  - Ironfist Wrestling Flyweight Championship (1)
- Nu-Wrestling Evolution
  - NWE Cruiserweight Championship (1)
- Pro Wrestling Illustrated
  - 25º tra i 500 migliori wrestler singoli su PWI 500 (1998)
- Pro Wrestling Revolution
  - PWR Junior Heavyweight Championship (1)
- Pure Action Championship Wrestling
  - PACW Cruiserweight Championship (1)
- Total Nonstop Action Wrestling
  - America's X Cup (2004) – con Abismo Negro, Heavy Metal, Héctor Garza e Mr. Águila
- World Championship Wrestling
  - IWGP Junior Heavyweight Championship (1)
  - WCW Cruiserweight Championship (3)
  - WCW World Tag Team Championship (1) – con Rey Mysterio Jr.
- World Wrestling All-Stars
  - WWA International Cruiserweight Championship (2)
- World Wrestling Association
  - WWA World Lightweight Championship (2)
  - WWA World Welterweight Championship (1)
  - WWA World Tag Team Championship (2) – con Fuerza Guerrera
  - WWA World Trios Championship (1) – con Fuerza Guerrera e Psicosis
- World Wrestling Council
  - WWC World Junior Heavyweight Championship (1)
- World Wrestling Entertainment
  - WWE Cruiserweight Championship (2)
- Wrestling Observer Newsletter
  - 5 Star Match (1996) vs. Rey Mysterio in un 2-out-of-3 Falls match a ECW Big Ass Extreme Bash - Night 2
  - Best Flying Wrestler (1998, 1999)
- Xtreme Italian Wrestling
  - XIW Italian Championship (1)
- Xtreme Latin American Wrestling
  - XLAW Extreme Junior Heavyweight Championship (1)
- Xtreme Wrestling Federation
  - XWF World Cruiserweight Championship (1)